# Jan Wajduta
Jan Wajduta (ur. 1365, zm. między 8 marca a 1 maja 1402 w Krakowie) – syn księcia na Drohiczynie Butawda Henryka i jego nieznanej z imienia żony.

## Życiorys
Zgodnie z przekazem Annalisty toruńskiego, 3 lutego 1381 Wajduta przybył do Prabut w Prusach z zamiarem podążenia do Wacława IV i przyjęcia chrztu. Najprawdopodobniej po przyjęciu chrztu w Pradze pod imieniem Jan, książę rozpoczął naukę na tamtejszym uniwersytecie, zapewne na wydziale teologii. Prawdopodobnie przyjął również święcenia kapłańskie. Od 1389 Jan występował w źródłach jako kustosz krakowski. Przypuszcza się, że wyższe godności kościelne w Krakowie i Sandomierzu, Wajduta zawdzięczał protekcji króla polskiego Władysława Jagiełły. W 1401 Jan został drugim rektorem odnowionego Uniwersytetu Krakowskiego.
Książę zmarł rok po objęciu godności i został pochowany w kościele katedralnym w Krakowie. Jan Wajduta miał w posiadaniu ogrody w Krakowie, które po jego śmierci przeszły w ręce karmelitów krakowskich.